# San Miguel de Azapa

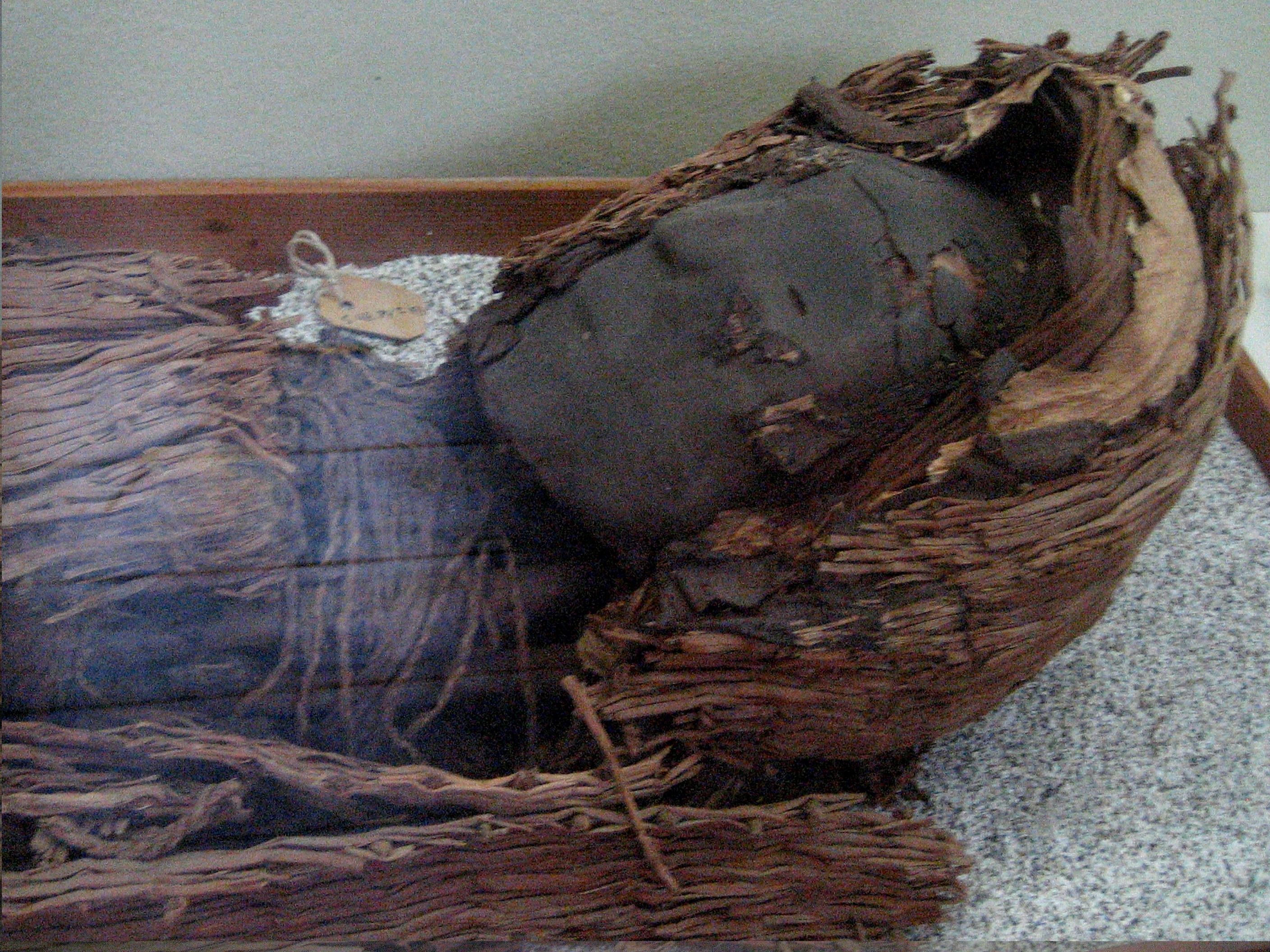
Múmia da cultura chinchorro, no Museu de San Miguel de Azapa

San Miguel de Azapa é um povoado localizado no Vale de Azapa, a 12 km de Arica, comuna a qual pertence. A principal atração do local é o Museu Arqueológico de San Miguel de Azapa, vinculado à Universidade de Tarapacá. No museu é possível compreender toda história cultural e antropológica da região dos últimos 10 000 anos e ver as múmias chinchorro, as mais antigas do mundo, muito bem preservadas devido à aridez do local onde foram encontradas. 
Para se chegar a este povoado deve se pegar a Ruta A-27, partindo de Arica.